# Jan Rudowski (senator)
Jan Rudowski, ps. Czarny (ur. 18 lipca 1891 w Kłuśnie, zm. 2 lutego 1945 k. Sierakowa pod Lęborkiem) – polski działacz rolniczy, ziemianin, polityk, poseł na Sejm i senator w II RP, członek Rady Głównej Centralnego Towarzystwa Organizacji i Kółek Rolniczych od 1934 roku.

## Życiorys

### Wykształcenie
Ukończył Gimnazjum oo. Jezuitów w Chyrowie w 1910 roku, następnie Akademię Rolniczą w Berlinie (w 1914 roku). Odbył praktykę rolną w przodujących majątkach. W 1931 uzyskał dyplom pilota sportowego.

### Działalność niepodległościowa
W 1920 roku ochotniczo zgłosił się do Wojska Polskiego i walczył w wojnie polsko-bolszewickiej w 201. szwadronie 1 pułku szwoleżerów. 17 sierpnia został ranny w szarży pod Ćwiklinem.

### Praca zawodowa i społeczna
Od 1918 roku gospodarował w odziedziczonym majątku Półwiesk, który odbudował ze zniszczeń wojennych. M.in. wzniósł stylowy dworek oraz szkołę. Pierwszy w powiecie rypińskim zastosował ciągnik do uprawy roli.
Aktywnie brał udział w wielu organizacjach i inicjatywach, m.in.:
- zorganizował rypińskie Okręgowe Towarzystwo Rolnicze (OTR) i w latach 1925–1929 był jego prezesem,
- od 1924 roku był wybierany na członka rady gminnej i powiatowej we wszystkich kolejnych wyborach,
- był inicjatorem i współtwórcą powstałego 31 stycznia 1926 roku Zrzeszenia Spółdzielni Mleczarskich Powiatu Rypińskiego „ROTR”; był jego prezesem do 1939 roku,
- współpracował przy budowie rolniczego młyna spółdzielczego w Rypinie,
- w 1938 roku przyczynił się do przekształcenia lokalnego Syndykatu Rolniczego w Powiatową Spółdzielnię Rolniczo-Handlową w Rypinie,
- należał do władz Centralnego Towarzystwa Rolniczego (CTR), 27 grudnia 1927 roku został członkiem prezydium CTR w Warszawie,
- w 1928 roku został wybrany prezesem rady nadzorczej Związku Spółdzielni Mleczarskich i Jajczarskich w Warszawie (tę funkcję pełnił do 1939 roku),
- w październiku 1928 roku został jednym z przedstawicieli CTR w Komisji Unifikacyjnej Organizacji Rolniczych,
- 15 listopada 1928 roku na konferencji u Prezydenta RP Ignacego Mościckiego przedstawił referat pt. Organizacje rolnicze („Gazeta Rolnicza”, 1928, nr 50),
- 6 kwietnia 1929 roku został wybrany na członka prezydium Centralnego Towarzystwa Organizacji i Kółek Rolniczych (CTOiKR), a 2 czerwca tego roku został jednym z dwóch wiceprezesów tego Towarzystwa, 25 marca 1930 roku – po ustąpieniu Kazimierza Fudakowskiego – został prezesem (do 28 kwietnia 1931 roku), później był członkiem zarządu (do 31 marca 1932 roku), w Radzie Głównej CTOiKR zasiadał do 1939 roku,
- od 31 lipca 1937 roku był prezesem Katolickiego Stowarzyszenia Mężów Diecezji Płockiej[3],
- w latach 1934–1935 był prezesem Aeroklubu Warszawskiego i członkiem komitetu redakcyjnego czasopisma Skrzydlata Polska[2].

W listopadzie 1930 roku został wybrany posłem na Sejm III kadencji (1930–1935) z listy państwowej nr 1 (BBWR) w okręgu wyborczym nr 9 (Płock). Wyrokiem z 9 maja 1931 roku Sąd Najwyższy unieważnił wybory w Płocku, wskutek czego Rudowski (wraz z 4 innymi posłami) utracił mandat. W wyborach uzupełniających, przeprowadzonych 25 czerwca tego roku, ponownie został wybrany na posła. W Sejmie był przewodniczącym komisji rolnej, członkiem komisji budżetowej i komisji komunikacyjnej.
W 1935 roku został senatorem IV kadencji (1935–1938) powołanym przez Prezydenta RP Ignacego Mościckiego. W tej kadencji pracował w komisji budżetowej i prawniczej.

### II wojna światowa
Wkrótce po wybuchu II wojny światowej został wysiedlony przez Niemców z Półwieska i został rządcą w Łubkach. Będąc rotmistrzem rezerwy działał (pod pseudonimem Czarny) w Okręgu Pomorskim ZWZ-AK.
Został aresztowany przez Niemców w 1943 roku i osadzony w obozie koncentracyjnym w Stutthofie (nr obozowy 23 747). Przeżył tam do ewakuacji obozu zimą 1944/1945. Zginął 2 lutego 1945 roku koło wsi Sierakowo pod Lęborkiem w czasie marszu ewakuacyjnego. Został tam pogrzebany w przydrożnym rowie przez tamtejszego sołtysa. Po zakończeniu wojny córka Zofia pochowała ojca na cmentarzu w Sierakowie.

## Ordery i odznaczenia
- Krzyż Komandorski Orderu Odrodzenia Polski (27 listopada 1929)[6]
- Złoty Krzyż Zasługi (23 czerwca 1927)[7]
- Krzyż Komandorski Orderu Świętego Sylwestra (Watykan, 1938)[3]

## Życie prywatne
Urodził się w ziemiańskiej rodzinie Edwarda i Ludwiki z Rościszewskich. Ożenił się ze Stanisławą Marią Pogorzelską (1888–1971), z którą miał 3 córki:
- Hannę (ur. 1918), późniejszą Mellin,
- Zofię (ur. 1920), późniejszą Chmielewską,
- Marię Magdalenę (1923–1958), późniejszą Pisarek[3].

Pasją Rudowskiego było lotnictwo sportowe. W 1931 roku uzyskał dyplom pilota sportowego i kupił awionetkę, którą podróżował między Półwieskiem i Warszawą. Posiadał samolot PZL.5, następnie RWD-13. Od 29 maja 1934 roku do 17 lutego 1935 roku był prezesem Aeroklubu Warszawskiego. Należał do komitetu redakcyjnego „Skrzydlatej Polski”.